# Carola von Crailsheim
Carola von Crailsheim (geboren am 21. März 1895 in Bayreuth; gestorben am 30. August 1982 in München) war eine deutsche Schriftstellerin und Übersetzerin.

## Leben
Sie war die älteste von vier Töchtern des juristischen Beamten Alexander Freiherr von Crailsheim und dessen Frau Bettina von Hauch. Ihr Großonkel war Friedrich Krafft von Crailsheim. Entsprechend der Laufbahn ihres Vaters besuchte sie Schulen unter anderem in Passau, Augsburg (Stettensches Institut) und München (Max-Josef-Stift). Daheim fühlte sie jedoch in Rügland bei Ansbach, wo sie auch ihre erste Novelle verfasste.
Crailsheim studierte in Jena deutsche und französische Literatur. Sie arbeitete zwischenzeitlich als Bibliothekarin bei den Zeiss-Werken, um durch das eigene Gehalt die Familie zu entlasten. In Jena lernte sie auch ihre spätere Lebenspartnerin Sophie Hoechstetter kennen, welche ihr auf dem von ihr bewohnten Dornburger Schloss Anleitung zu einem Jugendroman gab. Sie arbeitete anschließend als Autorin von Fortsetzungsromanen für verschiedene Zeitungen. 1931 lernte sie in Dachau das Ehepaar Carl Olof Petersen und Elly Petersen kennen, in deren Gesellschaft in der Moosschwaige Crailsheim mehrere Werke vollendete.
Ab 1933 versiegten ihre Aufträge als freie Schriftstellerin, da sie nicht Parteimitglied wurde. In dieser Zeit schrieb sie drei historischen Romane Episode auf Schloß Rügland, Der Hofmarschall und Ein Franzose findet Deutschland, die als Höhepunkt ihres literarischen Schaffens gelten. Bei Kriegsausbruch übernahm Crailsheim die Verwaltung der Moosschwaige für das Ehepaar Petersen, das nach Schweden ausgewiesen worden war, und konnte zunächst einen Nutzungsvertrag mit der Stadt München abschließen, um Künstlern dort Erholungsmöglichkeiten zu bieten. Die Räumung und Umnutzung des Hauses durch das Reichspropagandaministerium und dessen neugegründete Deutsche Zeichenfilm GmbH konnte sie jedoch nicht verhindern. Sie betrieb in den letzten Kriegsjahren eine Versandbuchhandlung in Pappenheim, die sie von Hoechstetter übernommen hatte.
1945 kehrte sie Deutschland zunächst den Rücken und baute sich gemeinsam mit Elly Petersen in Schweden eine neue Existenz auf. Sie wurde akkreditierte Pressekorrespondentin und übersetzte schwedische Literatur ins Deutsche. 1955 zogen die beiden Frauen nach München, wo sie gemeinsam ihren Lebensabend verbrachten. Die 21 Jahre ältere Elly Petersen starb 1965 im Alter von neunzig Jahren.

## Werke (Auswahl)
- Unser wartet die Freude. K. Thienemanns Verlag, Stuttgart 1920, DNB 365320579.
- Ursula Lind. Erzählung. Union Deutsche Verlagsgesellschaft, Stuttgart 1925, DNB 573915830.
- Das schlechtverteidigte Herz. Roman. Sibyllen-Verlag, Dresden 1922, DNB 573915814.[4]
- Schloß Urphershofen. Mit 19 Textzeichnungen von Ludwig Ehrenberger. Union Deutsche Verlagsgesellschaft, Stuttgart 1927, DNB 579053105.
- Fränkische Städte und Schlösser. Verlag C. Brügel & Sohn, Ansbach 1925, DNB 573915849.
- In Stellung. Erzählung. Verlag C. Brügel & Sohn, Ansbach 1930, DNB 573915857.
- Kampf um Dorrit. Roman. Drei Quellen-Verlag, Königsbrück 1935, DNB 572644698.
- Episode auf Schloß Rügland. Eine Geschichte um den jungen Stein. Universitas Verlag, Berlin 1936, DNB 572644663.
- Der Hofmarschall. Roman. Universitas Verlag, Berlin 1938, DNB 57264468X.
  - Der Hofmarschall. Roman aus der Zeit Gustav Adolfs. Luther-Verlag, Witten 1952, DNB 450841677.
- Ein Franzose findet Deutschland. Roman um Adelbert von Chamisso. Von Hase & Koehler Verlag, Leipzig 1939, DNB 572644671.
- Gute Zeit des Alters. Ein Buch für alte Menschen. Langen Müller Verlag, München/Wien 1980, ISBN 3-7844-1846-5.
  - Hab ich doch meine Freude dran. Gedanken und Geschichten. Genehmigte Taschenbuchausgabe. Goldmann Verlag, München 1982, ISBN 3-442-07212-3.
  - Freundschaft mit dem Alter. Ein Buch für die ältere Generation. Lizenz des Langen Müller Verlags. Ullstein Verlag, Frankfurt am Main/Berlin 1991, ISBN 3-548-40129-5.
- Zeit der Erfüllung. Langen Müller Verlag, München/Wien 1987, ISBN 3-7844-1970-4.

Übersetzungen
- Alf Henrikson: Reise durchs A. Mit 137 Zeichnungen von Birger Lundquist. Übersetzt aus dem Schwedischen von Elly Petersen und Carola von Crailsheim. Klemm, Freiburg im Breisgau 1951.

## Auszeichnungen
- Tukan-Preis für Literatur (1966)